# Trichoprosopon hyperleucum
Trichoprosopon hyperleucum är en tvåvingeart som först beskrevs av Friedrich Wilhelm Martini 1931.  Trichoprosopon hyperleucum ingår i släktet Trichoprosopon och familjen stickmyggor. Inga underarter finns listade i Catalogue of Life.